# Chris Costner Sizemore
Christine «Chris» Costner Sizemore (4 de abril de 1927 – 24 de julio de 2016) fue una mujer estadounidense que fue diagnosticada con trastorno de identidad disociativo. Su historia fue parcialmente representada en el libro y la película Las tres caras de Eva (protagonizada por Joanne Woodward) con un pseudónimo dado por sus psiquiatras, Corbett H. Thigpen y Hervey M. Cleckley. Ella comunicó su identidad verdadera en los años 1970, con su propia autobiografía relatando muchos más aspectos de su vida.

## Biografía
Christine Costner nació el 4 de abril de 1927, hija de Zueline Hastings, su madre, y Asa «Acie» Costner, su padre, en Edgefield, un pueblo pequeño rural en Carolina del Sur, Estados Unidos. Los hermanos Costner, Acie y Ellis, se habían casado con las hermanas Hastings, Zueline y Mamie Lee.
Cuando Christine tenía 2 años se mudaron a Carolina del Norte en un viaje difícil. 
De acuerdo con el entendimiento del trastorno de esa época, Thigpen informó que Sizemore había desarrollado personalidades múltiples como resultado de haber presenciado dos muertes y un terrible accidente mortal cuando era niña. Sin embargo, en el propio autoinforme de Sizemore, estos incidentes traumáticos solo desencadenaron la evidencia de identidades que ya estaban presentes:

A pesar de lo contrario que afirman las autoridades, mis antiguos alters no eran fragmentos de mi personalidad de nacimiento. Eran entidades, completas por derecho propio, que coexistieron con mi personalidad de nacimiento desde antes de que yo naciera. No eran yo, pero siguen estando intrínsecamente relacionadas con lo que significa ser yo.

En su libro, I'm Eve (1977), Christine describe muchas fases de su vida; la primera la titula como la separación de los años 1927 a 1946, en la que identifica una selección de los yoes o alters y sus recuerdos. El primer alter de su memoria es la pelirroja desconocida que presencia estos primeros eventos traumáticos con Christine, por lo que puede recordar a esta niña (alter). Estos recuerdos contienen exactamente lo mismo que Thigpen había atribuido al desarrollo de su personalidad múltiple.
- El primer recuerdo, a los 10 meses, fue el funeral de un primo de cinco meses; ella escribe sobre el miedo de Christine al ataúd blanco, el luto de sus tías y su padre cerrando la tapa del ataúd (donde pensó que su primo podría tener miedo de la oscuridad, aludiendo a sus propios miedos a la oscuridad y a la muerte; ella, más adelante en el libro, describe su culpa por seguir viva cuando su primo no pudo).
- La siguiente secuencia de eventos ocurrió a los 2 años, el primero que recuerda es cuando su tío y su padre fueron a buscar a un anciano borracho, que había muerto en una zanja llena de agua, en donde describe su descomposición y pronto un regaño de su madre por haber presenciado esto. Su madre, además, tenía intenso miedo a los cuerpos de agua, contagiándole el miedo.
- En la siguiente, Christine es regañada nuevamente por su madre por sentarse debajo de sus piernas. La madre de Christine está batiendo leche y el frasco de vidrio se rompe inesperadamente y ella presiona los fragmentos contra su cuerpo para evitar que Christine se lastime. Christine observa con horror cómo su madre recibe un corte severo en el brazo, demasiado paralizada para recibir la ayuda que su madre solicita.
- El último incidente, un incidente en el aserradero en el que trabajaba su padre. Su madre es alertada con un silbato que indica un accidente en el aserradero, se lleva a una Christine joven corriendo, esperando que no fuera su padre. Allí presencian el desmembramiento de un trabajador por la mitad.
- Además, cuando falleció la abuela de Christine, la madre obligó a Christine a besar a su abuela en el féretro para despedirse.

Después de estos incidentes, Christine tuvo una intensa preocupación y reflexiones sobre la muerte y la enfermedad hacia su familia y seres queridos. Al cumplir los tres años, ya había al menos tres identidades alternas. Las identidades de Chris fueron desarrolladas en grupos de tres.

## Diagnóstico y Las Tres Caras de Eva
Thigpen y Cleckley, psiquiatras, diagnosticaron a Sizemore y la trataron sin cobrarle honorarios durante varios años. En 1956, mientras todavía estaba bajo su cuidado, firmó los derechos de la historia de su vida a 20th Century Fox, aunque más tarde se alegó que había firmado esto sin representación legal y usando los nombres de sus alters. Tanto el libro como el filme se convirtieron en un éxito en 1957, escrito en gran parte por Thigpen y Cleckley, mientras que Sizemore tuvo aportes limitados.
En 1958, Sizemore coescribió (con James Poling) Strangers in My Body: The Final Face of Eve, utilizando el seudónimo de Evelyn Lancaster. Es un relato casi en paralelo del libro de Thigpen y Cleckley. Escribió revelando más detalles en sus dos libros posteriores: I'm Eve (1977), coescrito con Elen Sain Pittilllo), donde detalla que no eran 3 alters, sino 21, y A Mind of My Own (1989), donde detalla la fusión final en una sola identidad.
En 1970, comenzó un tratamiento con el psiquiatra Tony Tsitos, a quien atribuyó el mayor progreso en la integración y fusión de sus 21 identidades durante los siguientes cuatro años.
Sizemore dijo que se sintió explotada y cosificada por el bombardeo mediático que rodeó al libro y la película Three Faces of Eve. Al descubrir en 1988 que Thigpen había cedido sus derechos legales sobre su propia historia de vida a 20th Century Fox, Sizemore acudió al Tribunal Federal de Distrito de Manhattan para impugnar el contrato. Aceptó un acuerdo extrajudicial y no se hicieron más películas.
La biblioteca de la Universidad de Duke ha adquirido los documentos de Sizemore, que abarcan el período comprendido entre 1952 y 1989. En su sitio web se incluye una descripción general de la colección y un resumen de la historia de Sizemore.
Sizemore fue entrevistada en la serie de noticias de la BBC News Hardtalk el 25 de marzo de 2009. 
Sizemore menciona en su último libro haber tenido un encuentro algo tenso con otra sobreviviente de TID, Truddi Chase, quien a diferencia de Sizemore, no deseaba la unificación de sus alters.
Su vida fue parte de un documental en 1999 llamado Multiple Personality: Reality and Illusion. 

## Muerte
Sizemore murió de un ataque cardíaco mientras estaba en cuidados paliativos el 24 de julio de 2016, en Ocala, Florida. Tenía 89 años. 